# Моріо рудокрилий
Мо́ріо рудокрилий (Onychognathus morio) — вид горобцеподібних птахів родини шпакових (Sturnidae). Мешкає в Африці на південь від Сахари.

## Опис

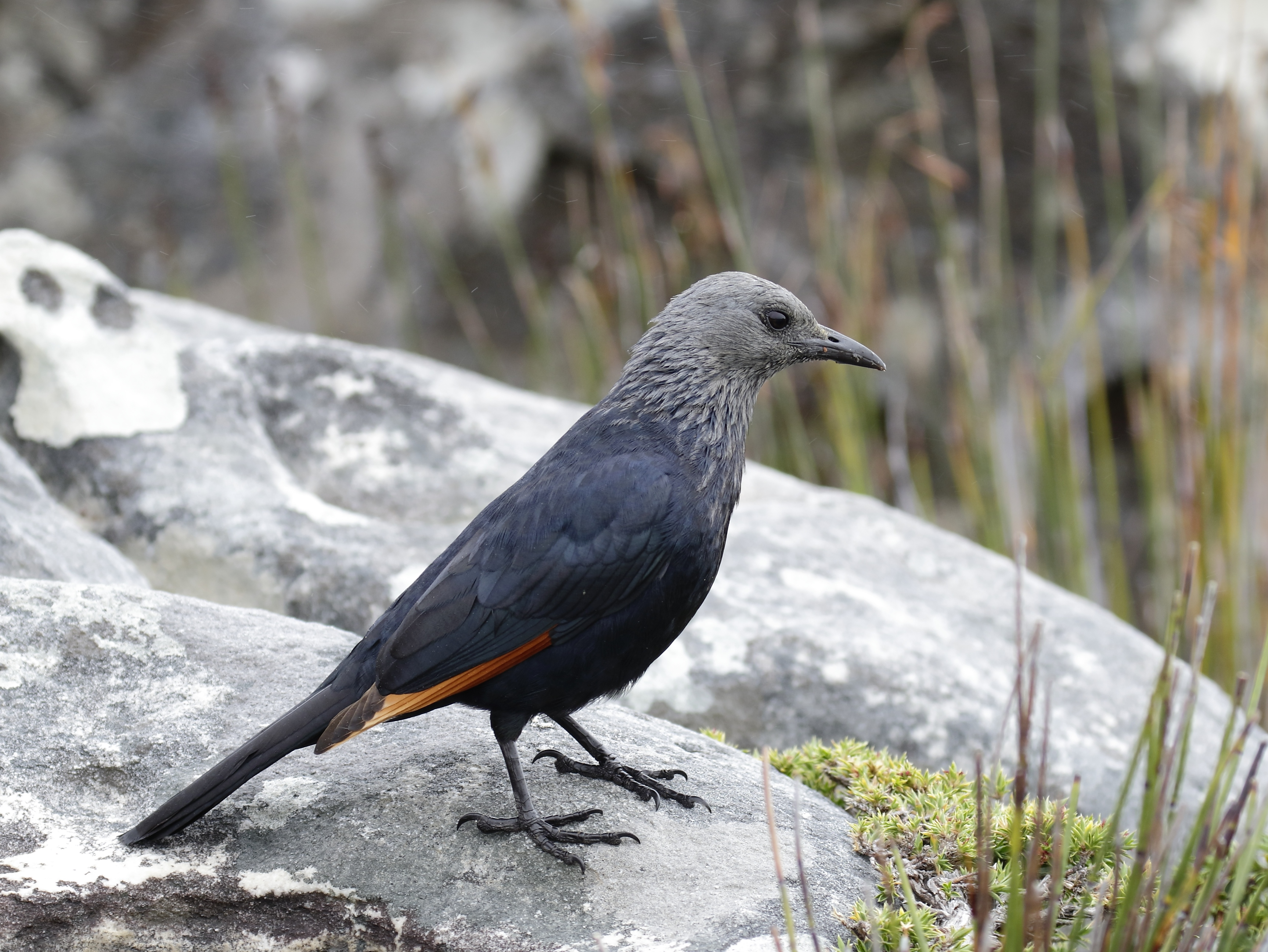
Самиця рудокрилого моріо (Столова гора, Кейптаун, ПАР)

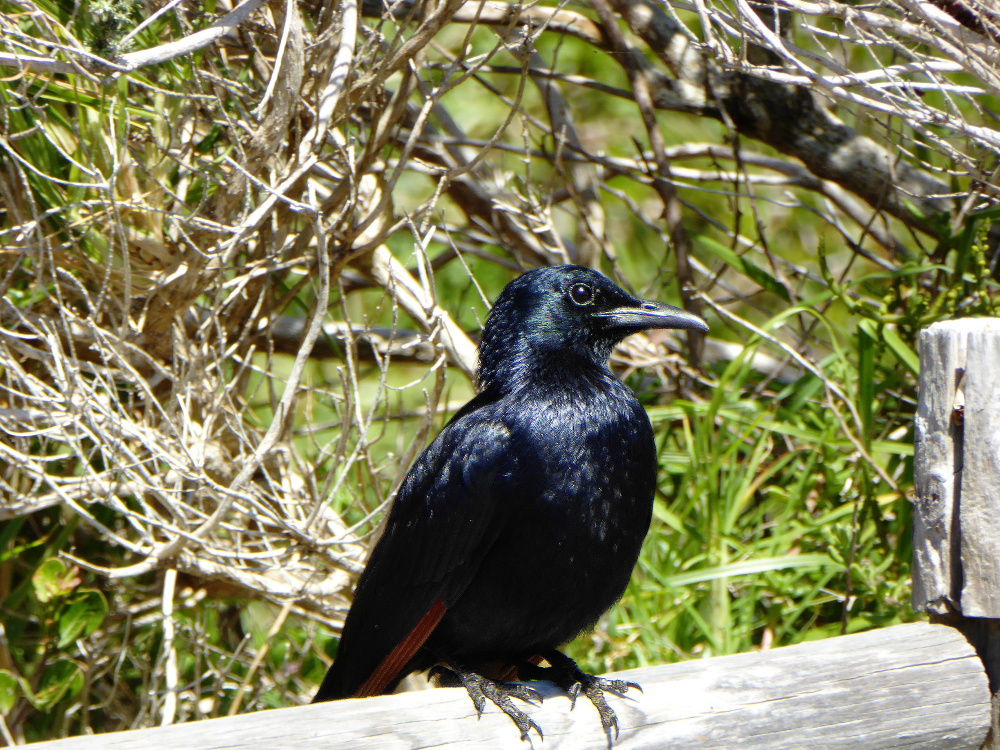
Самець рудокрилого моріо

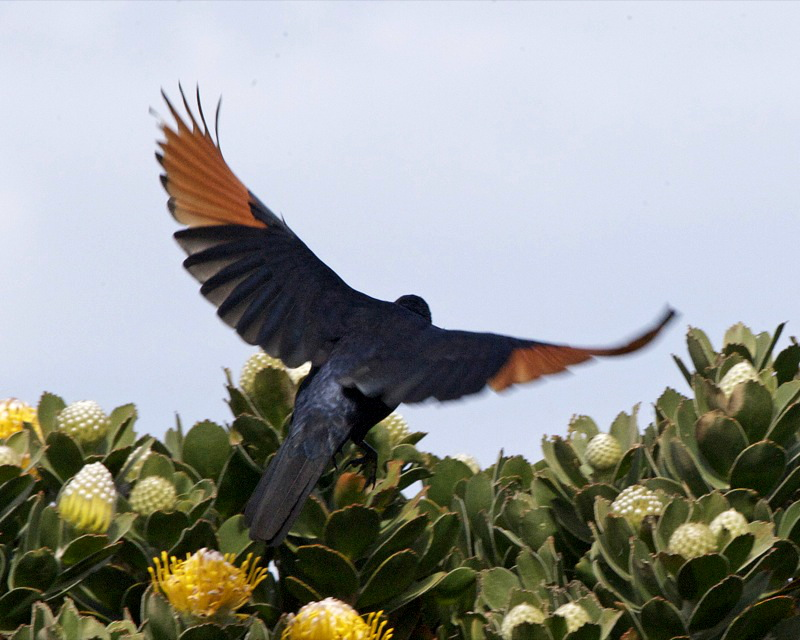
Рудокрилий моріо в польоті

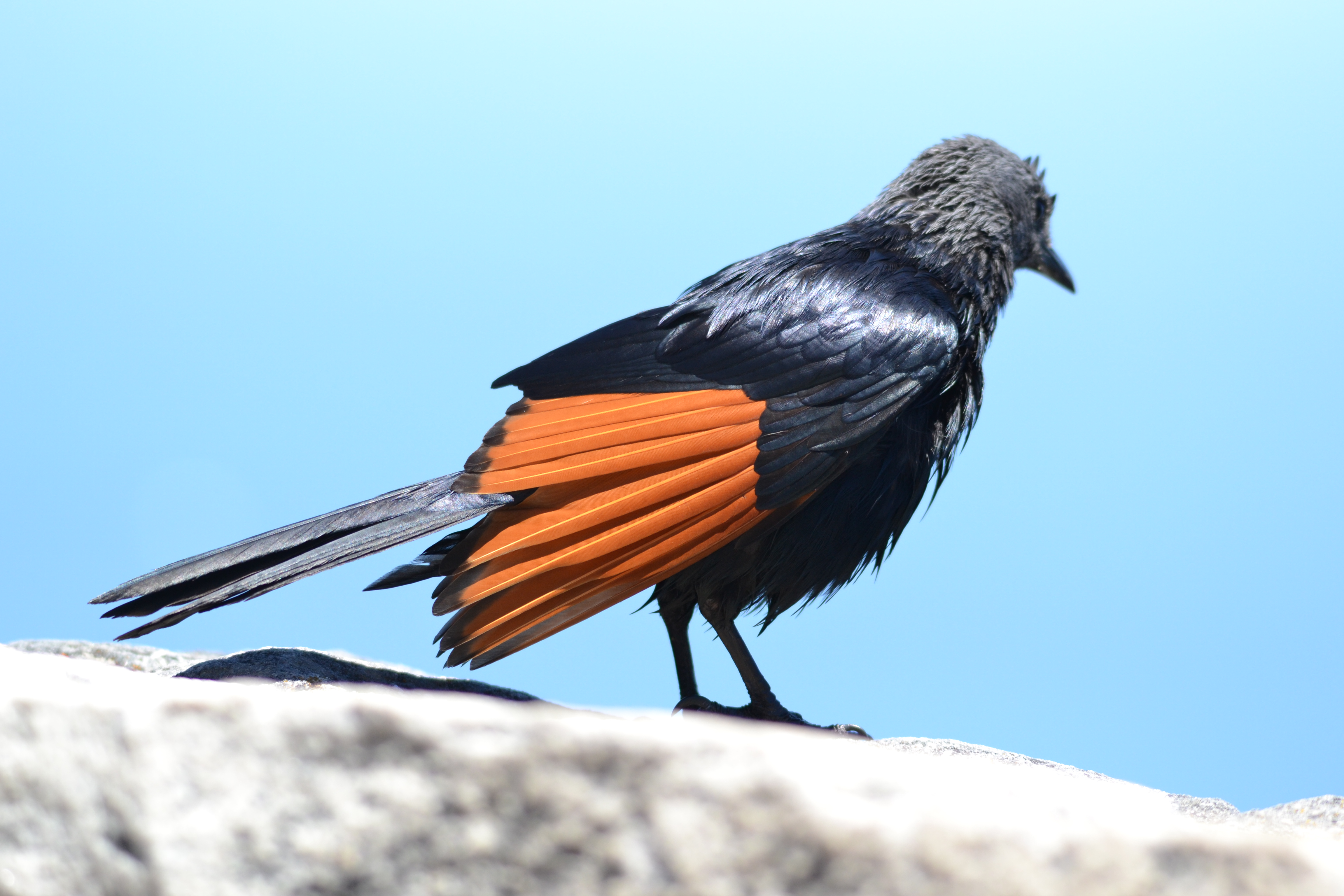
Рудокрилий моріо

Довжина птаха становить 27-30 см, вага 115–155 г. Довжина дзьоба становить 28 мм, довжина крила 15,2 см, довжина хвоста 13,5 см, довжина цівки 33 мм. Забці мають переважно чорне, блискуче забарвлення з легким синюватим відтінком, за винятком рудувато-коричневих другорядних махових пер, особливо помітних в польоті. У самиць голова, шия і верхня частина грудей попелясто-сірі. Очі, дзьоб і лапи чорні. Забарвлення молодих птахів подібне до забарвлення дорослих птахів, однак менш яскраве, райдужки у них карі, а дзьоб коричневий. У представників підвиду O. m. rueppellii хвіст помітно довший, ніж у представників номінативного підвиду .

## Таксономія
В 1760 році французький зоолог Матюрен Жак Бріссон включив опис рудокрилого моріо до своєї книги "Ornithologie", описавши птаха за зразком з мису Доброї Надії. Він використав французьку назву Le merle du Cap de Bonne Espérance та латинську назву Merula Capitis Bonae Spei. Однак, хоч Бріссон і навів латинську назву, вона не була науковою, тобто не відповідає біномінальній номенклатурі і не визнана Міжнародною комісією із зоологічної номенклатури. Коли в 1766 році шведський натураліст Карл Лінней випустив дванадцяте видання своєї Systema Naturae, він доповнив книгу описом 240 видів, раніше описаних Бріссоном. Одним з цих видів був рудокрилий моріо, для якого Лінней придумав біномінальну назву Turdus morio. Видова назва morio походить від слова лат. morio або morion — темно-коричневий камінь або чорний кварц. Пізніше рудокрилого моріо було переведено до роду Моріо (Onychognathus), введеного німецьким зоологом Карлом Густавом Хартлаубом у 1849 році.

### Підвиди
Виділяють два підвиди:
- O. m. rueppellii (Verreaux, J, 1856) — від Еритреї до Ефіопії і північної Кенії;
- O. m. morio (Linnaeus, 1766) — від Уганди і Кенії до Ботсвани і півдня ПАР.

## Поширення і екологія
Рудокрилі моріо мешкають в Ефіопії, Еритреї, Південному Судані, Кенії, Танзанії, Уганді, Бурунді, Демократичній Республіці Конго, Замбії, Зімбабве, Малаві, Мозамбіку, Ботсвані, Південно-Африканській Республіці, Лесото і Есватіні. Вони живуть на скелястих гірських схилах, в порослих густою рослинністю каньйонах і ущелинах, на висоті до 3000 м над рівнем моря. Наразі рудокрилі моріо є поширеним видом птахів в містах, де вони гніздяться на дахах будівель та на горищах.

## Поведінка
Рудокрилі моріо зустрічаються парами і невеликими зграйками, під час негніздового періоду іноді утворюють зграї до 200 птахів. Вони є всеїдними птахами, живляться насінням, ягодами, плодами нектаром деяких видів рослин, зокрема алое, комахами, павуками, равликами, слимаками, скорпіонами, крабами, земноводними, дрібними ящірками, пташенятами і падлом. Рудокрилі моріо іноді супроводжують стада худоби та диких тварин, шукаючи паразитів, зокрема кліщів, у шерсті великих тварин.
Рудокрилі моріо є моногамними птахами, утворюють тривалі пари, що залишаються разом впродовж кількох сезонів. Під час сезону розмноження вони демонструють територіальну поведінку, агресивно проганяючи зі своєї гніздової території інших тварин. Гніздяться серед скель, в містах серед будівель. Рудокрилі моріо будують гніздо з глиняної основи, трави і гілок. В кладці від 2 до 4, зазвичай 3 блакитних яйця, поцяткованих рудувато-коричневими плямками. Інкубаційний період триває 13-14 днів, насиджує лише самиця. Пташенята покидають гніздо через 22-28 днів після вилуплення, за пташенятами доглядають і самиці і самці. Рудокрилі моріо іноді стають жертвами гніздового паразитизму чубатих зозуль.